# Hægeland
Hægeland är en tätort i Vennesla kommun i Agder fylke i södra Norge. Orten ligger där fylkesväg 462 möter riksväg 9. Den utgjorde tidigare centralort i dåvarande Hægelands kommun i Vest-Agder fylke.